# Million of Bravery
「Million of Bravery」（ミリオン オブ ブレイブリー）は、2012年3月21日にランティスから発売されたシングル。

## 概要
ヒャダインとちょうちょのスプリットシングルで、タイトル曲「Million of Bravely」は、スクウェア・エニックスのスマートフォンゲーム『拡散性ミリオンアーサー』の主題歌として使用された。ジャケットには、主人公である3人のアーサーが描かれている。
CDジャーナルは、「表情豊かに、めくるめく展開を遂げる独自の色はここでも爆発」と評価している。

## チャート成績
初週360枚を売り上げ、2012年4月2日付オリコン週間シングルランキングで初登場170位を獲得。2週目には153位まで上昇。2012年4月23日付週間シングルランキングでトップ100入り、93位まで上昇。2012年5月14日付週間シングルランキングで81位でピークを迎えた。結局、合計18週間チャートインし、累計8,421枚のセールスを記録した。

## シングル収録内容
| 全作詞・作曲: 前山田健一。 |                                                                |            |            |            |      |
| #                          | タイトル                                                       | 作詞       | 作曲・編曲 | 編曲       | 時間 |
| 1.                         | 「Million of Bravery」(歌：ちょうちょ)                         | 前山田健一 | 前山田健一 | 前山田健一 | 4:19 |
| 2.                         | 「Million of Bravery（Excalibur Strut／ENG）」(歌：ヒャダイン) | 前山田健一 | 前山田健一 | 河田貴央   | 4:49 |
| 3.                         | 「Million of Bravery(Off Vocal)」                              | 前山田健一 | 前山田健一 |            | 4:18 |
| 4.                         | 「Million of Bravery（Excalibur Strut／ENG）(Off Vocal)」      | 前山田健一 | 前山田健一 |            | 4:48 |
| 合計時間:                  | 合計時間:                                                      | 合計時間:  | 18:14      |            |      |

## 演奏
- 板垣祐介：Guitar
- 前山田健一：All Other Instruments, Programming